# فدراسیون جوانان صهیونیست
فدراسیون جوانان صهیونیست (به انگلیسی: Federation of Zionist Youth) مشهور به اف-زد-وای قدیمی‌ترین جنبش جوانان یهودی، صهیونیستی و کثرت گرا در بریتانیا است که در سال ۱۹۱۰ تأسیس شد. این سازمان به جنبش یهودیان جوان در ایالات متحده و جنبش پیشاهنگان عبری اسرائیل وابسته است و فعالیت‌های هفتگی، کمپین‌های سیاسی، برنامه‌های سالانه و برنامه‌های تابستانی را برای صدها جوان یهودی بریتانیایی اجرا می‌کند.
از نظر ایدئولوژیک، بیانیه چشم‌انداز این فدراسیون این است: «مردم یهود در کشور اسرائیل در صلح و به عنوان یک ملت و به عنوان نوری برای ملت‌ها زندگی می‌کنند.»
ایدئولوژی یهودی، صهیونیستی و تکثرگرا اف‌زدوای به چهار هدف متعهد است:
- تاربوت - فرهنگ یهودی
- صدقه - ارزش‌های خیریه و عدالت
- مگن - دفاع از حقوق یهودیان
- علیا - رفتن به اسرائیل و ادامه دادن به انجام کارهای مفید برای دولت

## صدمین سالگرد فدراسیون جوانان صهیونیست

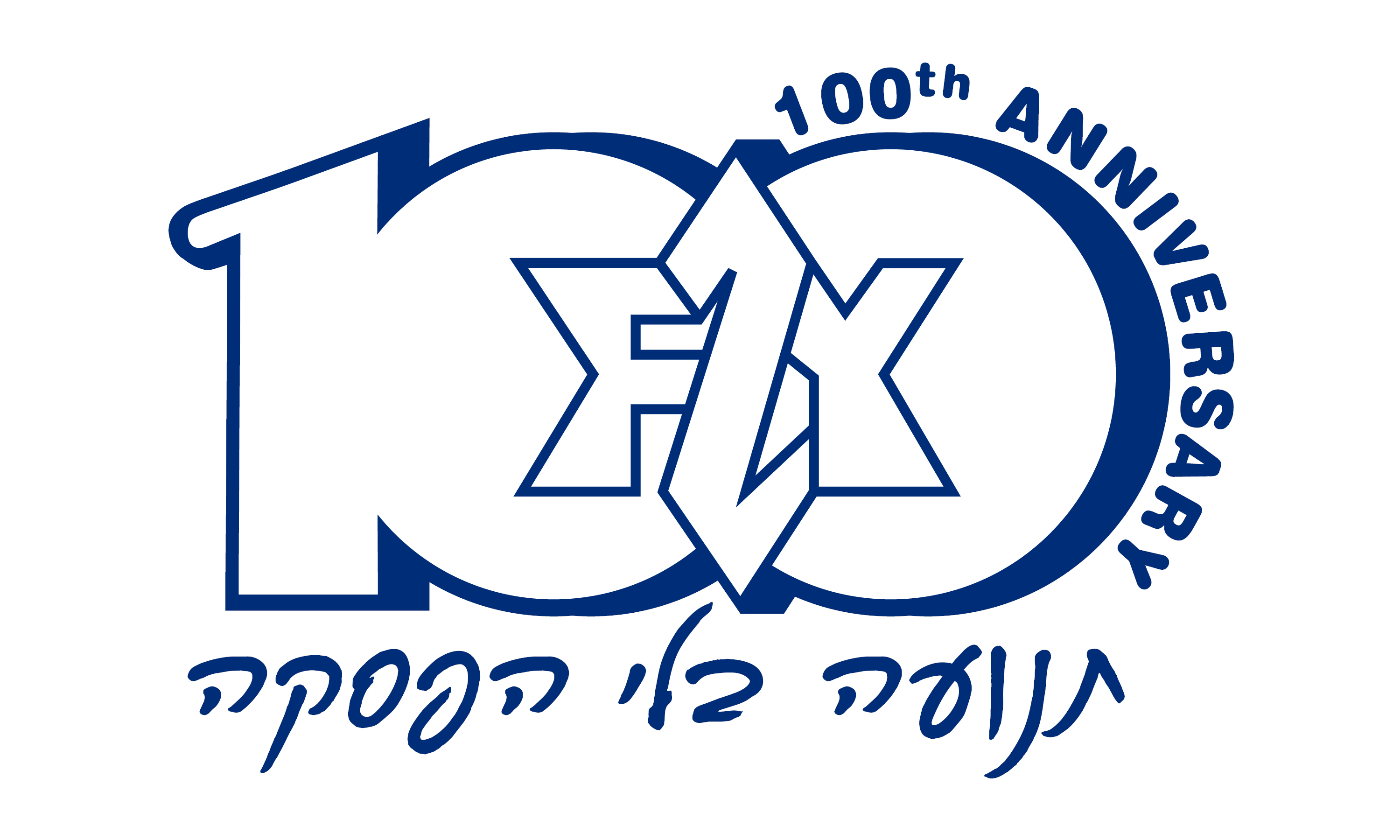
لوگوی رسمی FZY برای صدمین سالگرد آن

در سال ۲۰۰۹/۲۰۱۰ فدراسیون جوانان صهیونیست صدمین سالگرد تأسیس خود را جشن گرفت. برای بزرگداشت صدمین سالگرد خود، لوگوی جدید انتخاب کرد و تعدادی مراسم‌های جشن متعددی ترتیب داد.